# Brandon McNulty
Brandon McNulty (* 2. April 1998 in Phoenix, Arizona) ist ein US-amerikanischer Radrennfahrer.

## Sportliche Laufbahn
Brandon McNulty kam durch seinen Vater, einen passionierten Mountainbikefahrer, zum Radsport. Mit neun Jahren bestritt er sein erstes Mountainbike- und mit elf sein erstes Straßenrennen, mit 13 ließ er seinen Vater hinter sich. Obwohl er bald schon bei nationalen Meisterschaften in verschiedenen Altersklassen auf dem Podium stand, war es zunächst nicht sein Ziel, Radrennfahrer zu werden: Er hatte keinen Trainer und trainierte gemeinsam mit älteren Fahrern in lokalen Gruppen. 2015 wurde er vom früheren Radrennfahrer Roy Knickman eingeladen, Mitglied des Junior-Teams Lux zu werden.
2016 gewann Brandon McNulty die Course de la Paix Junior, wurde nationaler Junioren-Meister im Einzelzeitfahren und errang Bronze im Zeitfahren bei den Junioren-Straßenweltmeisterschaften. Im Jahr darauf wurde er Junioren-Weltmeister im Einzelzeitfahren und gewann die Junioren-Rennen Trofeo Karlsberg sowie die Tour de l’Abitibi.
2017 erhielt McNulty einen Vertrag beim Team Rally Cycling und entschied sich bewusst dafür, zunächst hauptsächlich Rennen in den USA zu fahren, basierend auf der Erfahrung von Knickman, dass schon einige talentierte jungen Fahrer aus den USA in Europa „heruntergeschluckt und wieder ausgespuckt“ worden seien. Im selben Jahr wurde er Vize-Weltmeister der U23 im Zeitfahren sowie US-amerikanischer U23-Meister in derselben Disziplin. Ab 2018 startete er in der Elite und belegte bei der Kalifornien-Rundfahrt Platz sieben. Spätestens ab diesem Zeitpunkt galt er auch international als eines der größten Talente im Radsport. 2019 wurde er im Februar zunächst Neunter der Tour of Oman und gewann im April die Erstaustragung des nach 40 Jahren wiederbelebten Giro di Sicilia. Bei den Weltmeisterschaften errang er Bronze im Einzelzeitfahren der U23.
Zur Saison 2020 wechselte McNulty zum UAE Team Emirates und belegte bei seiner ersten Grand Tour, dem Giro d’Italia 2020, den 15. Gesamtrang. Im März 2021 startete McNulty bei Paris–Nizza. Er lag auf dem dritten Platz der Gesamtwertung, als er nach einem Sturz auf der sechsten Etappe das Rennen aufgeben musste. Bei der anschließenden Baskenland-Rundfahrt übernahm er auf der vierten Etappe die Gesamtführung, verlor am Abschlusstag jedoch viel Zeit und fiel auf den 17. Gesamtrang zurück. Seine erste Tour de France bestritt er in den Diensten des späteren Gesamtsiegers Tadej Pogačar.
Im Jahr 2022 gewann er die Trofeo Calvia, die Faun-Ardèche Classic und mit einer Etappe von Paris–Nizza sein erstes Rennen der UCI WorldTour. Bei der Tour de France 2023 stellte er sich erneut in die Dienste von Tadej Pogačar, für den er auf der 17. Etappe eine Attacke am vorletzten Anstieg lancierte. Bei der Zielankunft belegte er daraufhin hinter seinem Teamkollegen und dem späteren Gesamtsieger Jonas Vingegaard den dritten Etappenrang. Nach der Frankreich-Rundfahrt, die er auf dem 19. Gesamtrang beendet hatte, ging McNulty auch bei der Vuelta a España 2022 an den Start. Im Jahr 2023 gewann Brandon McNulty im Alter von 25 Jahren die Nachwuchswertung der Baskenland-Rundfahrt, ehe er sich beim Giro d’Italia auf der 15. Etappe im Sprint aus einer dreiköpfigen Spitzengruppe durchsetzte. Weiters wurde er im Jahr 2023 US-amerikanischer Meister im Zeitfahren. Am Ende der Saison musste sich McNulty bei der Luxemburg-Rundfahrt nur um drei Sekunden dem Schweizer Marc Hirschi geschlagen geben.

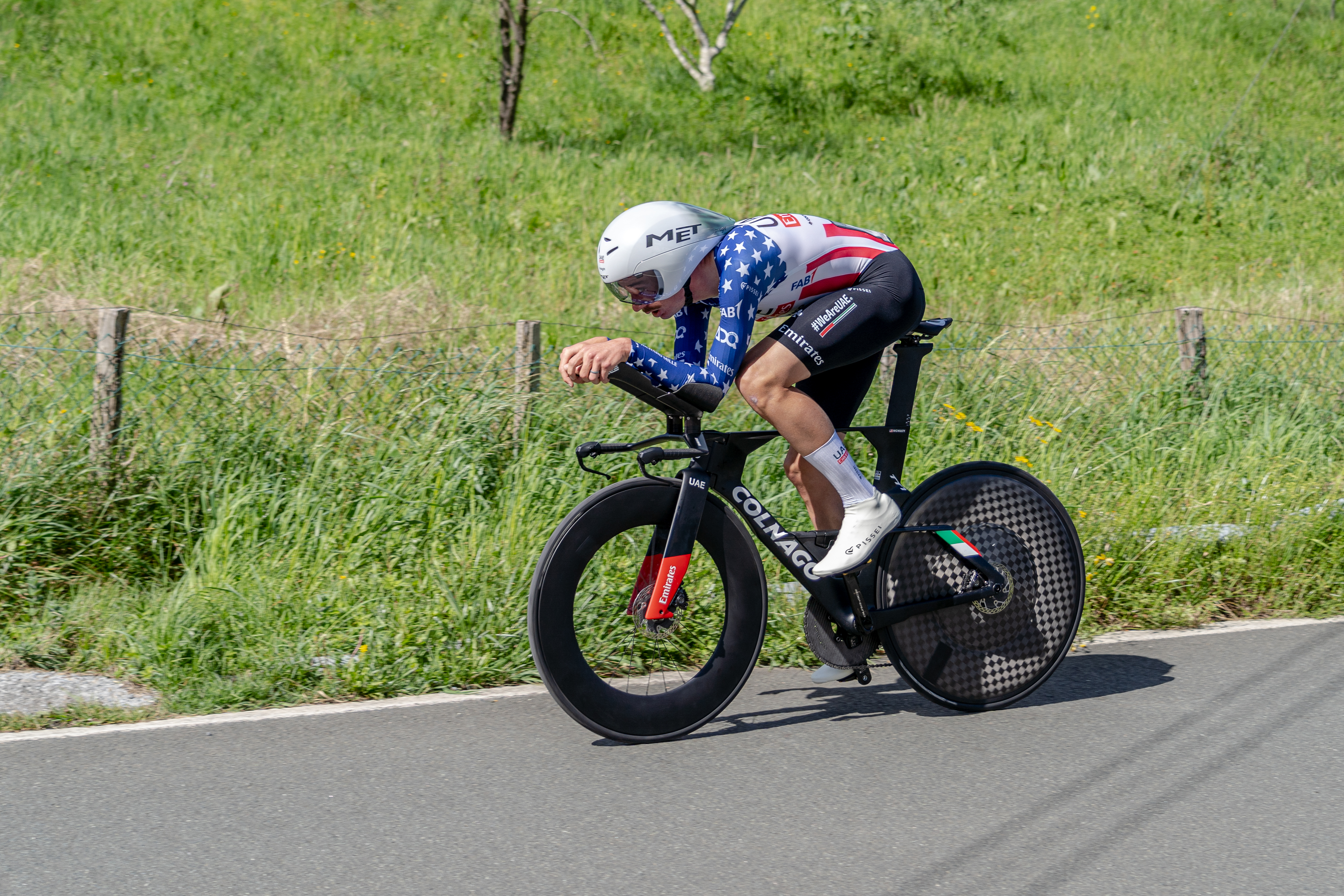
Brandon McNulty im Trikot des amerikanischen Meisters bei der Baskenland-Rundfahrt 2024

Die erste Jahreshälfte 2024 war McNultys bislang erfolgreichste Periode. Im Februar gewann er zunächst nach einem Etappensieg die Gesamtwertung der Valencia-Rundfahrt, dann siegte er bei der UAE Tour 2024 erstmals in einem Einzelzeitfahren der WorldTour. Im März gewann er auch den Gran Premio Miguel Induráin. Bei der Tour de Romandie war er neuerlich in einem Zeitfahren auf WorldTour-Niveau erfolgreich, bevor er im Juni seinen US-Titel im Einzelzeitfahren verteidigte und sich damit einen Startplatz bei den Olympischen Spielen erkämpfte. Dort wurde er im Einzelzeitfahren Fünfter und beendete das Straßenrennen auf dem 24. Platz. Wenige Wochen später ging er bei der Vuelta a España an den Start und gewann das Auftaktzeitfahren mit einem Vorsprung von zwei Sekunden vor dem Tschechen Mathias Vacek. Tags drauf musste er das Rote Trikot jedoch an den Belgier Wout van Aert abgeben. Nachdem er die Spanien-Rundfahrt auf dem 54. Gesamtrang beendet hatte, gewann Brandon McNulty die Kroatien-Rundfahrt, wobei er den Grundstein mit einem 40-Kilometer-Solo auf der 3. Etappe legte.
Im Jahr 2025 fuhr er als Gesamtneunter des Giro d’Italia erstmals in die Top 10 einer Grand Tour.

## Erfolge
2015
- Gesamtwertung und eine Etappe Course de la Paix Juniors
- US-amerikanischer Junioren-Meister – Einzelzeitfahren
- Junioren-Weltmeisterschaft – Einzelzeitfahren
- zwei Etappen Tour de l’Abitibi
- eine Etappe Driedaagse van Axel (Junioren)

2016
- eine Etappe Tour du Pays de Vaud
- Gesamtwertung und eine Etappe Trofeo Karlsberg
- Gesamtwertung und eine Etappe Tour de l’Abitibi
- Junioren-Weltmeister – Einzelzeitfahren

2017
- US-amerikanischer U23-Meister – Einzelzeitfahren
- U23-Weltmeisterschaft – Einzelzeitfahren

2018
- Mannschaftszeitfahren Tour Alsace

2019
- Gesamtwertung, eine Etappe und Nachwuchswertung Giro di Sicilia
- U23-Weltmeisterschaft – Einzelzeitfahren

2022
- Trofeo Calvia
- Faun-Ardèche Classic
- eine Etappe Paris–Nizza

2023
- Nachwuchswertung Baskenland-Rundfahrt
- eine Etappe Giro d’Italia
- US-amerikanischer Meister – Einzelzeitfahren

2024
- Gesamtwertung und eine Etappe Valencia-Rundfahrt
- eine Etappe UAE Tour
- Gran Premio Miguel Induráin
- eine Etappe Tour de Romandie
- US-amerikanischer Meister – Einzelzeitfahren
- eine Etappe Vuelta a España
- Gesamtwertung und eine Etappe Kroatien-Rundfahrt

2025
- Gesamtwertung und eine Etappe Polen-Rundfahrt

## Grand Tour-Platzierungen
| Grand Tour            | 2020 | 2021 | 2022 | 2023 | 2024 |
| --------------------- | ---- | ---- | ---- | ---- | ---- |
| Giro d’ItaliaGiro     | 15   | –    | –    | 29   | –    |
| Tour de FranceTour    | –    | 69   | 19   | –    | –    |
| Vuelta a EspañaVuelta | –    | –    | 70   | –    | 54   |